# Алехандро Виљануева
Карлос Алехандро Виљануева Мартинез (Лима, 4. јун 1908. — 11. април 1944) био је перуански фудбалер који је играо за Алианц из Лиме и фудбалску репрезентацију Перуа. Сматра се једним од најважнијих нападача Алианце током 1920-их и 1930-их.

## Клупска каријера
Рођен у Лими, каријеру је започео у Тенијенте Руизу али је после годину дана прешао у клуб у којем ће играти остатак каријере, Алианц из Лиме.
Познато је као историјска фигура Перуа за фудбалске маказице. Забележено је да је Виљануева изванредно управљао фудбалом. Међу његовим бројним подвизима, маказице су биле један од потеза који му је донео широко признање. Док је играо за Алианц из Лиме, слава Виљануеве повећала се када је наступао на међународним гостовањима, као што је било 1933. године када је Алианц гостовао у Чилеу и ту одушевио публику својом вештином и са клубом победио пар великих чилеанских клубова тог времена као што су Клуб Депортиво Магаљанес, Аудак Италијано и Коло-Коло. У Перуу се Виљануева често памти као један од најбољих представника фудбалског савеза те нације и као играч који је задивио публику својим маказицама. Људи из Лиме у почетку су мислили да су маказице његов изум када га је извео 1928. године и обично га звали „тиро каракол (iro caracol“). Касније се име променило у „чалака(chalaca)“ када су људи почели да фаворизују идеју да је тај потез измишљен у Каљау неколико деценија раније. Као резултат ових достигнућа, Виљануева остаје позната личност у Перуу до те мере да је о њему и његовом клубу направљено неколико песама.

## Репрезентативна каријера
Са фудбалском репрезентацијом Перуа играо је на Копа Америци, 1927. и 1937, светском купу 1930. и Летњим олимпијским играма 1936. године.

## Смрт
Виллануева је умро у 35. години након заразе туберкулозом. Стадион Алианце из Лиме, смештен у кварту Ла Викторија у Лими, назван је по њему и у народу је познат као „Матуте“.